# San Michele al Tagliamento
San Michele al Tagliamento – miejscowość i gmina we Włoszech, w regionie Wenecja Euganejska, w prowincji Wenecja.
Według danych na rok 2004 gminę zamieszkiwało 11 418 osób, 101,9 os./km².